# 羽賀龍之介
羽賀 龍之介（はが りゅうのすけ、1991年4月28日 - ）は、宮崎県延岡市出身の日本の柔道家。階級は100kg級。身長186cm。血液型はO型。段位は五段。組み手は左組み。得意技は内股。現在は旭化成に所属している。父親は講道館杯などで優勝経験のある羽賀善夫。母親は国体やインターハイで活躍した元競泳選手。

## 来歴
幼少時に埼玉県に越すと、2歳年上の兄である善之介とともに5歳の時に柔道を始めた。当時は競泳も習っていて、自由形で県大会で2位になったこともあった。
小学校3年の時に横浜市に移ると、朝飛道場に所属して柔道に専念することになった。小学校6年の時には全国少年柔道大会の団体戦で3位になった。六角橋中学3年の時に全国中学校柔道大会90kg級で3位になった。
東海大相模高校に進学し、1年の時、金鷲旗で史上初の20人抜きを達成した。インターハイでは3年の時にオール一本勝ちで100kg級を制した。また、2年と3年の時には、東海大相模高校が団体戦で2年連続高校3冠（全国高校選手権、金鷲旗、インターハイ）を達成する際の立役者の1人となり、1つ年上の先輩である高木海帆とともに、ポスト穴井隆将の有力候補と見なされた。
東海大学に進学後、1年の時には全日本ジュニアでオール一本勝ちで優勝して世界ジュニア代表に選出されると、世界ジュニアでは準決勝の判定勝ち以外は全て一本勝ちで優勝を果たした。11月には本格的なシニアデビュー戦となる講道館杯に出場すると、決勝で大学の3年先輩である熊代佑輔を破って優勝を果たした。1987年に父親の善夫が95kg級で優勝していることから、これで父子2代での講道館杯優勝を成し遂げることとなった。
2011年は8月のユニバーシアード個人戦でオール一本勝ちの優勝を果たして、団体戦でも優勝を飾った。11月の講道館杯では前年に続いて2連覇を達成した。しかしながら、その後は左肩脱臼のケガなどもあって際立った活躍は見られず、2012年の体重別では初戦で敗れて、ロンドンオリンピック出場はならなかった。そのため左肩の手術を決意した。リハビリなどを経て約1年ぶりの復帰戦となった2013年6月の全日本学生柔道優勝大会では優勝して、今大会では1年の時から4年続けて優勝に貢献することになった。12月には全日本の首脳陣から約1ヶ月ほどモンゴルへの単身修行を言い渡されて、自らが如何に恵まれた環境で稽古に取り組んでいたかを実感させられたという。
2014年には旭化成所属となり、11月の講道館杯に出場して決勝で高木に技ありで敗れたものの2位になった。
2015年2月のヨーロッパオープン・ローマでは5試合オール一本勝ちで優勝を飾った。続くグランプリ・デュッセルドルフでも2回戦以外の5試合を全て一本勝ちして優勝を果たした。なお、3月には国立スポーツ科学センターでこの当時ラグビー日本代表の監督だったエディー・ジョーンズに大柄な体格を見込まれて、「ラグビーやってみないか？」と声をかけられたこともあった。4月の体重別では準決勝で熊代佑輔に小内巻込で敗れて3位にとどまったものの、国際大会などの実績から世界選手権代表に選出された。8月の世界選手権では準決勝でフランスのシリル・マレを破ると、決勝ではドイツのカール＝リヒャルト・フライを指導2で破って優勝を飾り世界チャンピオンとなった。2014年にはこの階級で代表に相応しい選手がいないということで、男子では史上初となる世界選手権への派遣見送りの屈辱も味わった末での勝利だった。優勝インタビューでは、「これで、やっとリオ五輪で金メダルを取りますと言える」とコメントした。12月のグランドスラム・東京では準決勝でアゼルバイジャンのエルマール・ガシモフを内股で破ると、決勝では韓国のチョ・グハムを指導3で破ってグランドスラム大会初優勝を飾った。この際に、｢今、自分の中では代表選考を勝ち取るぞというよりもオリンピックで金メダルを獲るという気持ちの方が強いです。リオデジャネイロオリンピックで金メダルを獲るという目標を念頭に置き、しっかりと準備していきたいと思っています｣と語った。
2016年3月には1998年長野オリンピックのスピードスケート500mの金メダリストである清水宏保の指導により、下半身や体幹を鍛えるスケート独特のトレーニングを敢行した。その後の練習中に左膝内側側副靱帯を損傷して2ヶ月近い加療と安静が必要となったために、4月の体重別を欠場することになった。しかし、実績により2016年リオデジャネイロオリンピック代表に選出された。その際に「けがを治し、五輪で結果を出して認めてもらいたいです」とコメントした。8月のリオデジャネイロオリンピックでは初戦となる2回戦でラトビアのエフゲニス・ボロダフコを内股で一本勝ちすると、3回戦では地元ブラジルのラファエル・ブザカリニを指導1で破るが、準々決勝でチェコのルカシュ・クルパレクに指導2で敗れた。敗者復活戦ではジョージアのベカ・グビニアシビリを指導1で破ると、3位決定戦でもウクライナのアルテム・ブロシェンコに崩上四方固からの腕緘で一本勝ちして銅メダルを獲得した。リオデジャネイロオリンピック後の8月29日、母校の横浜市立六角橋中学校の2学期の始業式に特別ゲストとして招かれた。12月にはグランドスラム・東京に出場予定だったが、左膝内側側副靱帯損傷により出場を取りやめた。
オリンピック以来8ヶ月ぶりの試合となった2017年4月の体重別では、決勝で大学の4年後輩であるウルフ・アロンと対戦すると、GSを含めて総計12分以上に及ぶ試合の末に指導2を取られて敗れた。しかしながら、過去の実績によりウルフとともに世界選手権代表に選出された。7月のグランプリ・フフホトでは決勝でロシアのキリル・デニソフと対戦すると、GSに入ってから反則勝ちを収めて優勝した。9月の世界選手権では2回戦でロシアのカズベク・ザンキシエフに袖釣込腰で一本負けを喫した。
2018年2月のグランドスラム・デュッセルドルフでは初戦でイタリアの選手に敗れた際に左肩を脱臼したため、4月の体重別出場を見合わせた。復帰戦となった11月の講道館杯では、決勝で綜合警備保障の熊代に技ありで敗れて2位だった。続くグランドスラム・大阪では3回戦でスウェーデンのヨアキム・ドベルビに技ありで敗れた。12月には一般の女性と結婚した。
2019年3月のグランドスラム・エカテリンブルグでは初戦で地元ロシアのアルマン・アダミアンと対戦すると、GSに入ってから一旦は反則勝ちを収めるもそれが取り消されると、その後に技ありを取られて敗れた。4月の体重別では準決勝で国士舘大学3年の飯田健太郎を内股の技あり、決勝でもウルフをGSに入ってから大内返の技ありで破って今大会初優勝を飾った。7月のグランプリ・モントリオールでは準々決勝で地元カナダのシャディ・エルナハスに反則負けを喫するなどして7位に終わった。11月の講道館杯では決勝で日本製鉄の西山大希に反則勝ちして、今大会8年ぶり3度目の優勝を飾った。グランドスラム・大阪では準々決勝でヨーロッパチャンピオンとなったアダミアンを内股で破るなどして決勝まで進むと、アゼルバイジャンのエルマール・ガシモフを内股の技ありで破って優勝した。
2020年2月のグランドスラム・パリでは2回戦でガシモフを内股で破るも、3回戦でエルナハスに技ありで敗れて、東京オリンピック代表には選出されなかった。12月に延期された全日本選手権では3回戦で優勝候補だったJRAの影浦心に11分半に及ぶ戦いの末に反則勝ちするなどして決勝まで進むと、大学と会社の後輩である旭化成の太田彪雅を内股で破って6試合オール一本勝ちで今大会初優勝を飾った。
2021年12月の全日本選手権は腰の負傷を抱えながらの出場となったが、準決勝まで勝ち上がると、試合巧者である同僚の垣田恭兵を技ありで破った。決勝では昨年に続く対戦となった太田にGSに入ってから小外刈の技ありで敗れて、今大会2連覇はならなかった。
2022年4月の体重別では準決勝で会社の後輩となった飯田に反則勝ちすると、決勝では綜合警備保障の山口貴也を三角絞で破って、今大会3年ぶり2度目の優勝を飾った。続く全日本選手権では3回戦でJRAの一色勇輝に反則負けを喫した。
2年半ぶりの国際大会となった7月のグランプリ・ザグレブでは2回戦でスイスのダニエル・アイヒに反則負けを喫した。
2023年4月の全日本選手権では準々決勝でパーク24の小川雄勢に反則勝ち、準決勝では太田が立ち姿勢から関節技を仕掛けてきたことによる反則勝ちを収めるも、決勝では同じ所属の1年後輩である王子谷剛志に反則負けして2位にとどまった。6月の実業団体では優勝した。11月には強化指定選手を辞退した。今後は国内大会のみに専念することになった。
2024年4月の全日本選手権では3回戦で日本製鉄の佐藤和哉に1－2の旗判定で敗れた。
2025年1月、引退を発表。6月にはIJFアスリート委員に選出された。

## 世界ランキング
| (年) | 2011 | 2012 | 2013 | 2014 | 2015 | 2016 | 2017 | 2018 | 2019 | 2020 |
| ---- | ---- | ---- | ---- | ---- | ---- | ---- | ---- | ---- | ---- | ---- |
| 順位 | 33   | 45   | 148  | 31   | 3    | 9    | 31   | 74   | 43   | 38   |

## 戦績
| 年     | 大会                         | 会場                   | 団体・ 個人 | 結果 | 補足   |
| ------ | ---------------------------- | ---------------------- | ----------- | ---- | ------ |
| 2003年 | 全国少年柔道大会             |                        | 団体戦      | 3位  |        |
| 2006年 | 全国中学校柔道大会           |                        |             | 3位  |        |
| 2009年 | インターハイ                 |                        |             | 優勝 |        |
| 2009年 | 全日本ジュニア               |                        |             | 2位  |        |
| 2010年 | 全日本学生柔道優勝大会       |                        |             | 優勝 |        |
| 2010年 | ドイツジュニア国際大会       | ドイツ                 |             | 優勝 |        |
| 2010年 | 全日本ジュニア               |                        |             | 優勝 |        |
| 2010年 | 世界ジュニア                 | モロッコ、アガディール |             | 優勝 |        |
| 2010年 | 講道館杯                     |                        |             | 優勝 |        |
| 2010年 | ワールドカップ               | スウォン               |             | 2位  |        |
| 2010年 | グランドスラム               | 東京                   |             | 5位  |        |
| 2010年 | グランプリ                   | 青島                   |             | 3位  |        |
| 2011年 | グランドスラム               | パリ                   |             | 5位  |        |
| 2011年 | ワールドカップ               | ブダペスト             |             | 5位  |        |
| 2011年 | 全日本学生柔道優勝大会       |                        |             | 優勝 |        |
| 2011年 | ユニバーシアード             |                        | 個人戦      | 優勝 |        |
| 2011年 | ユニバーシアード             | 団体戦                 | 優勝        |      |        |
| 2011年 | ワールドカップ               | アルマトイ             |             | 3位  |        |
| 2011年 | 学生体重別団体               |                        |             | 優勝 |        |
| 2011年 | 講道館杯                     |                        |             | 優勝 |        |
| 2011年 | グランドスラム               | 東京                   |             | 5位  |        |
| 2011年 | グランプリ                   | 青島                   |             | 5位  | [ 63 ] |
| 2012年 | グランドスラム               | パリ                   |             | 5位  |        |
| 2012年 | 全日本選手権                 |                        |             | 5位  |        |
| 2012年 | 全日本学生柔道優勝大会       |                        |             | 優勝 |        |
| 2012年 | 全日本学生柔道優勝大会       |                        |             | 優勝 |        |
| 2013年 | 学生体重別団体               |                        | 団体        | 2位  |        |
| 2014年 | 体重別                       |                        |             | 2位  |        |
| 2014年 | 実業団体                     |                        | 団体        | 優勝 |        |
| 2014年 | グランプリ                   | ブダペスト             |             | 2位  |        |
| 2014年 | グランドスラム               | チュメニ               |             | 3位  |        |
| 2014年 | 講道館杯                     |                        |             | 2位  |        |
| 2015年 | ヨーロッパオープン           | ローマ                 |             | 優勝 |        |
| 2015年 | グランプリ                   | デュッセルドルフ       |             | 優勝 |        |
| 2015年 | 選抜体重別                   |                        |             | 3位  |        |
| 2015年 | グランドスラム               | バクー                 |             | 5位  |        |
| 2015年 | 実業団体                     |                        | 団体        | 優勝 |        |
| 2015年 | 世界選手権                   |                        |             | 優勝 |        |
| 2015年 | グランドスラム               | 東京                   |             | 優勝 |        |
| 2016年 | リオデジャネイロオリンピック | リオデジャネイロ       |             | 3位  |        |
| 2017年 | 選抜体重別                   |                        |             | 2位  |        |
| 2017年 | 実業団体                     |                        | 団体        | 2位  |        |
| 2017年 | グランプリ                   | フフホト               |             | 優勝 |        |
| 2018年 | 講道館杯                     |                        |             | 2位  |        |
| 2019年 | 選抜体重別                   |                        |             | 優勝 |        |
| 2019年 | グランプリ                   | モントリオール         |             | 7位  |        |
| 2019年 | 講道館杯                     |                        |             | 優勝 |        |
| 2019年 | グランドスラム・大阪         |                        |             | 優勝 |        |
| 2020年 | 全日本柔道選手権             |                        |             | 優勝 |        |
| 2021年 | 全日本柔道選手権             |                        |             | 2位  |        |
| 2022年 | 選抜体重別                   |                        |             | 優勝 |        |
| 2023年 | 全日本柔道選手権             |                        |             | 2位  |        |
| 2023年 | 実業団体                     |                        | 団体        | 優勝 |        |

## 有力選手との対戦成績
(2023年12月現在)
| 国籍                 | 選手名                     | 内容   |
| -------------------- | -------------------------- | ------ |
| ドイツの旗           | カール＝リヒャルト・フライ | 3勝    |
| ドイツの旗           | ディミトリ・ペータース     | 1勝    |
| アゼルバイジャンの旗 | エルマール・ガシモフ       | 3勝    |
| オランダの旗         | ヘンク・フロル             | 3勝1敗 |
| フランスの旗         | シリル・マレ               | 2勝1敗 |
| カナダの旗           | レイズ・カヨル             | 1敗1分 |
| モンゴルの旗         | ナイダン・ツブシンバヤル   | 1勝    |
| 大韓民国の旗         | チョ・グハム               | 3勝    |
| エジプトの旗         | ラマダン・ダルヴィッシュ   | 2勝1敗 |
| ジョージア (国)の旗  | ベカ・グビニアシビリ       | 1勝    |
| ベルギーの旗         | トマ・ニキフォロフ         | 2勝    |

## 著述
- 「内股に関するバイオメカニクス的研究」（2015年）羽賀龍之介、宮崎誠司、長尾秀行、井上康生、上水研一朗 (共著)、『武道学研究』第48巻、日本武道学会。S_52頁[65]。
- 「柔道の内股における体幹の傾斜角度の変化について」（2015年）井上康生、宮崎誠司、上水研一朗、鈴木利一、長尾秀行、山田洋、小河原慶太、小澤悠、羽賀龍之介、塚田真希 (共著)、『東海大学紀要. 体育学部 = Bulletin』第45号、東海大学体育学部。57-63頁[66]

## 関連文献
- 岡田龍司, 村元辰寛, 徳安秀正, 岡崎祐史, 穴井隆将, 倉賀野哲造「動画を使った内股の相違の発見 : 代表的柔道家の内股の相違」『教養・外国語教育センター紀要. 一般教養編』第6巻第1号、近畿大学教養・外国語教育センター、2016年、13-21頁、ISSN 2432-2814、NAID 120005764603。
- 瀧本誠「全日本柔道選手権大会の試合価値についての一考察」『駒澤大学総合教育研究部紀要』第12号、駒澤大学、2018年3月、21-35頁、ISSN 1881-8110、NAID 120006618893。